# الجربوب (يبعث)

تعديل مصدري - تعديل

الجربوب هي إحدى قرى عزلة يبعث بمديرية يبعث التابعة لمحافظة حضرموت، بلغ تعداد سكانها 197 نسمة حسب تعداد اليمن لعام 2004.